# 法庫直隸廳
法庫直隸廳，清朝末期设置的直隸廳，属于奉天省。
明初为三万卫西境，万历年间属于蒙古内喀尔喀部。康熙元年（1662年）设立法库边门，属于开原城守尉。光绪三十二年（1906年），分新民府和开原县、铁岭县、康平县之地设法庫直隸廳，治法庫门（今辽宁省法库县法库镇）。中华民国二年（1913年），全国废府州厅改县，故废，置法库县。